# Elisa Mussajewa
Elisa Mussajewa (meist in der englischen Schreibweise Eliza Musaeva, auch Elisa Musayeva, russisch Элиза Мусаева) ist eine tschetschenische Psychologin und Menschenrechtsaktivistin.

## Leben
Elisa Mussajewa wurde in Grosny in Tschetschenien geboren.
Sie studierte zunächst Geographie und arbeitete einige Jahre als Lehrerin. Dann studierte sie Psychologie an der Staatlichen Pädagogischen Universität in Moskau. Von 1996 bis 2004 lehrte sie Psychologie am Tschetschenischen Pädagogischen Institut in Grosny, von 1997 bis 1998 an der Inguschetischen Staatlichen Universität in Nasran und 1999 an der Staatlichen Pädagogischen Universität in Moskau.
Von 2000 bis 2004 leitete sie die regionale Organisation der Menschenrechtsorganisation Memorial in Nasran in Inguschetien. Sie betreute Opfer des Krieges in Tschetschenien und wies auf die schwerwiegenden Menschenrechtsverletzungen dort hin.
Von 2004 bis 2008 arbeitete sie für die Internationale Helsinki-Föderation für Menschenrechte in Wien. Sie erstellte Berichte und Analysen zur Situation der Menschenrechte in Russland und Zentralasien.
Elisa Mussajewa veröffentlichte mehrere Publikationen zu den Folgen traumatischer Erlebnisse in Kriegssituationen. Sie erstellte Vorschläge zur Hilfe für Asylbewerber in Europa.

## Auszeichnungen
- 2002: Andrei Sacharow-Freiheitspreis des Norwegischen Helsinki-Komitees[3]